# Oranjegeel trechtertje
Het oranjegeel trechtertje (Rickenella fibula, synoniem: Omphalina fibula) is een schimmel die behoort tot de familie Repetobasidiaceae. Het is een veel voorkomende soort die parasitair leeft op mossen in bossen, bermen en graslanden.

## Kenmerken

### Uiterlijke kenmerken
Hoed
De hoed van de paddenstoel is relatief klein en heeft meestal een diameter van vier tot tien millimeter. Jonge vruchtlichamen hebben een vlakke hoed met een kleine holling in het centrum, later worden ze trechtervormig. Het gladde oppervlak is geeloranje tot donkeroranje en heeft vaak ribbels die vanaf het donkerdere centrum naar de gekartelde zijkant lopen. De paddenstoel kleurt niet met KOH op de hoed.
Steel
De gladde, in verhouding zeer lange, oranje steel is 5-45 mm lang en heeft een dikte van 0,5-1,5 mm. Net als op de hoed zijn er met behulp van een loep zeer fijne haartjes op te zien. Het mycelium aan de basis is wit.
Vlees
Het oranjekleurige vlees van het vruchtlichaam heeft geen geur en is onsmakelijk. 
Lamellen
De wittige lamellen zijn breed aangehecht, ze lopen ver door op de steel. Na verloop van tijd kleuren deze geel tot oranje. 
Sporenprint
De paddenstoel geeft een witte sporenafdruk.

### Microscopische kenmerken
De sporen zijn glad, ellipsoïde, hyaliene, met 1 tot 3 guttules, niet-amyloïde in KOH en meten 3–4 × 1,5–2,5 µm. De cheilocystidia en pleurocystidia zijn spoelvormig met taps toelopende of subcapitale toppen, dunwandig, hyaliene in KOH en meten 25–40 × 5–7,5 µm. Pileipellis is een dicht opeengepakte cutis met talrijke pileocystidia. De pileocystidia zijn spoelvormig met brede bases en conische of kopvomrige toppen, dunwandig, glad, glazig in KOH en afmeting 50-100 × 7,5-12,5 µm.

### Gelijkende soorten
Het oranjegeel trechtertje lijkt sterk op de in Nederland en België zeer algemeen voorkomende oranje dwergmycena (Mycena acicula), maar die soort heeft geen langs de steel aflopende lamellen.

## Ecologie
De schimmel is een parasiet en leeft op vochtige plaatsen tussen mossen in voedselrijke bossen, graslanden, wegbermen en tuinen. Het vruchtlichaam ontwikkelt zich van juni tot oktober.

## Verspreiding
De soort komt op alle continenten voor, zelfs op Antarctica. Het is wijd verspreid in Europa, van de Middellandse Zee tot Spitsbergen. Ook in Nederland en België is het een zeer algemene soort.

## Afbeeldingen

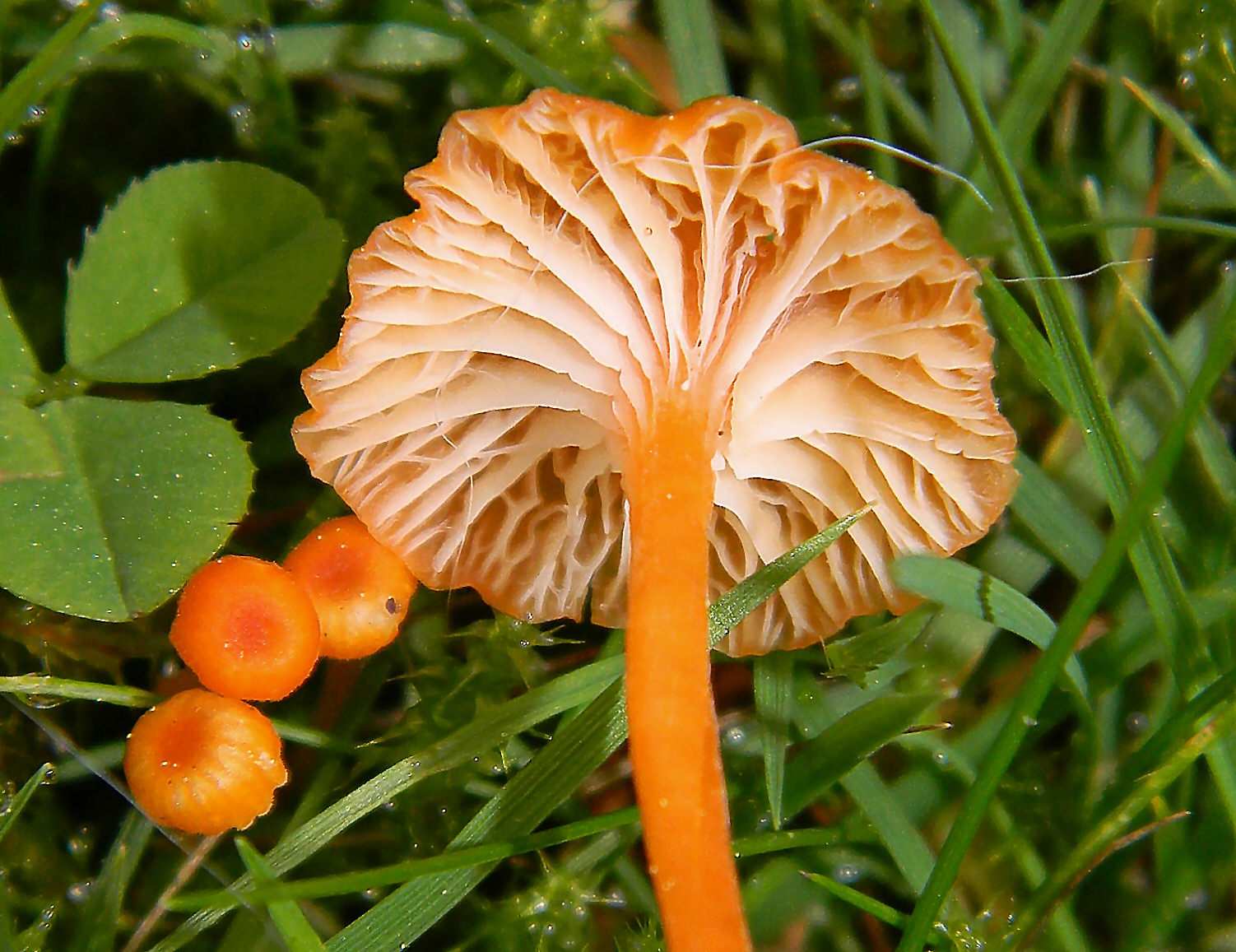
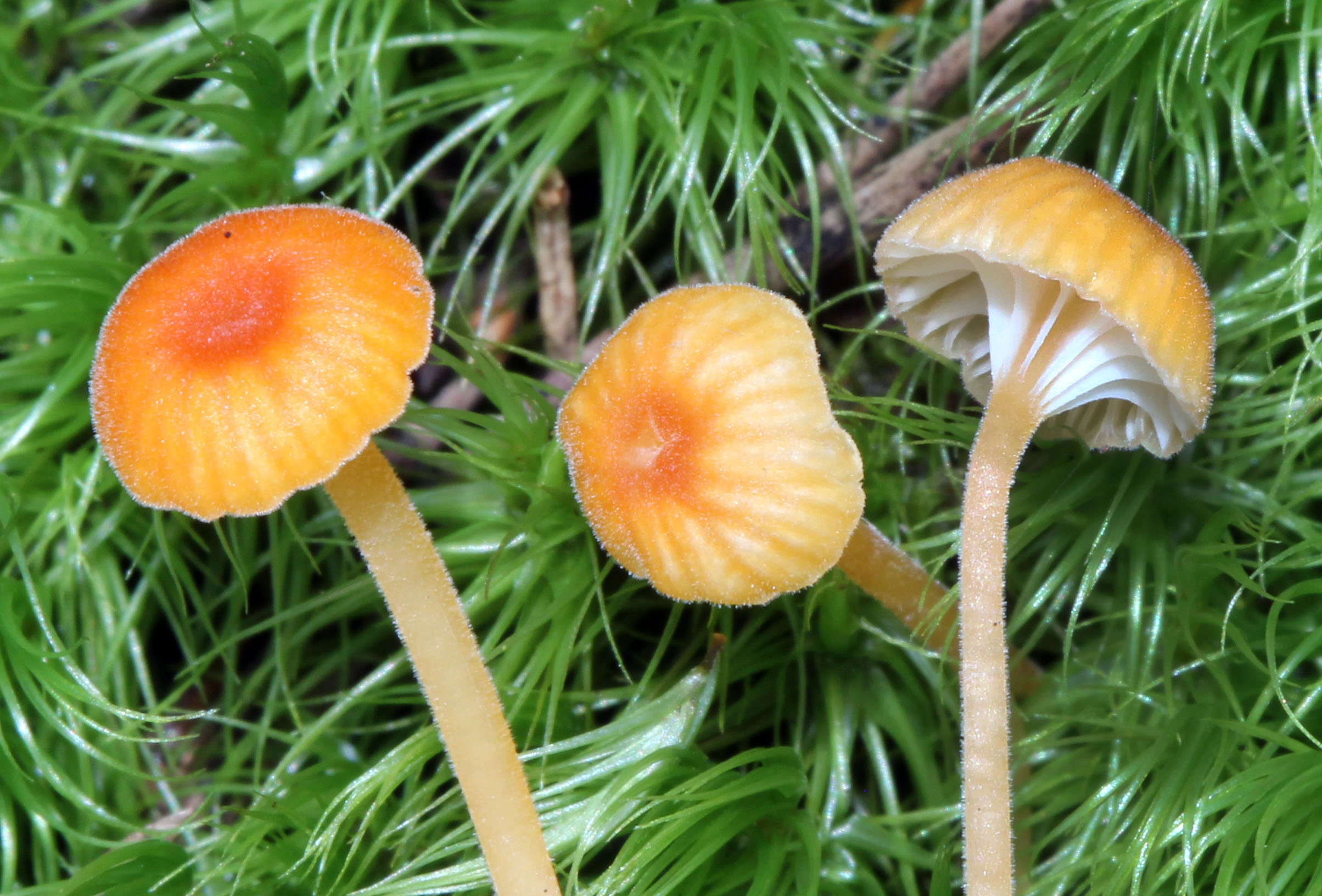
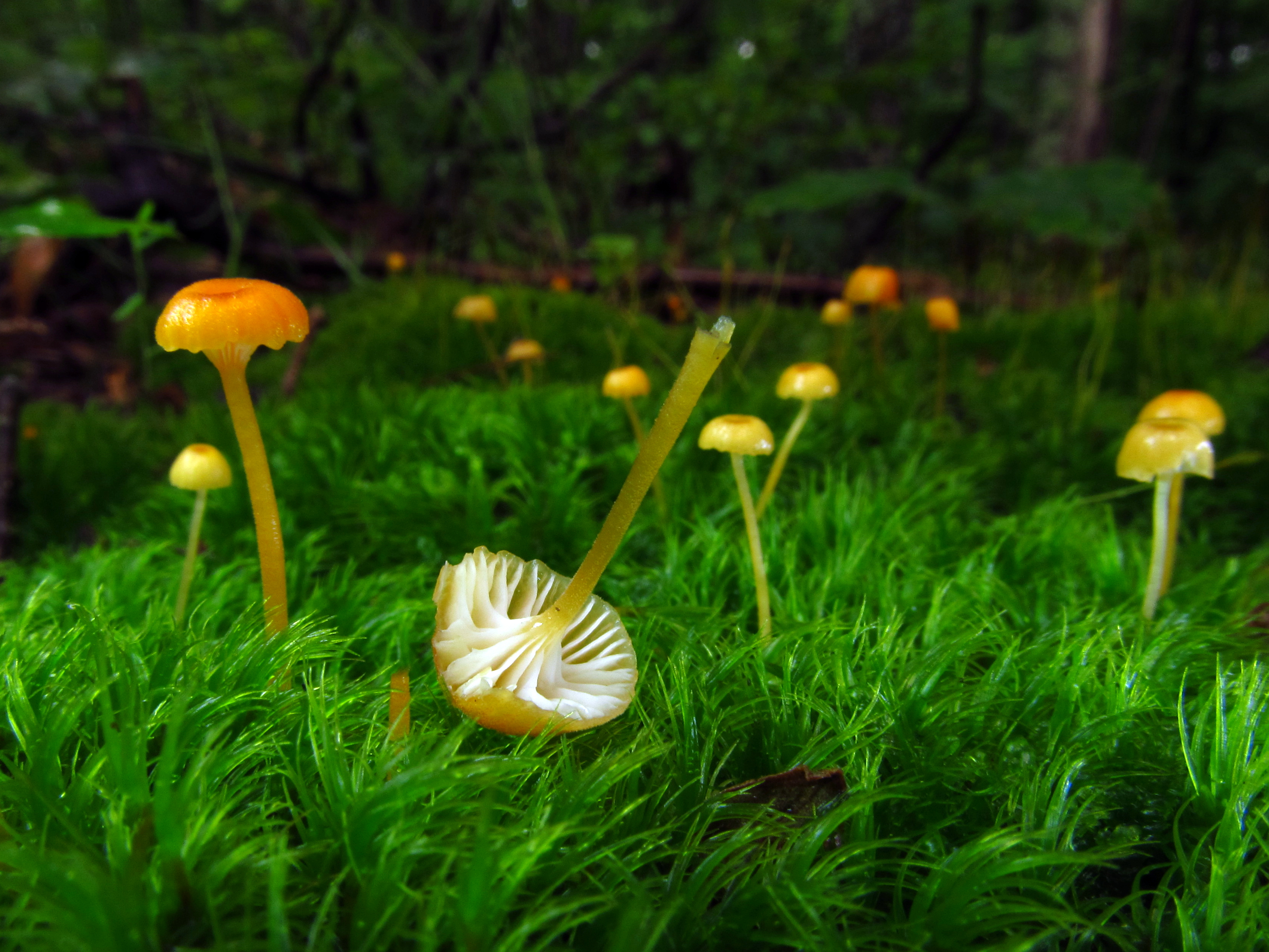